# كارل غوتفريد هاغن
كارل غوتفريد هاغن (بالألمانية: Karl Gottfried Hagen)‏ هو عالم أشنيات ‏ وكيميائي ألماني، ولد في 24 ديسمبر 1749 في كونيغسبرغ في الإمبراطورية الروسية، وتوفي بنفس المكان في 2 مارس 1829.